# Jacobus Hendrik Pierneef
Jacobus Hendrik Pierneef (né le 13 août 1886 à Pretoria et décédé le 4 octobre 1957 à Pretoria) était un peintre sud-africain, issu de la communauté afrikaner. Il fut l'un des plus grands peintres de paysages sud-africains.    

## Biographie

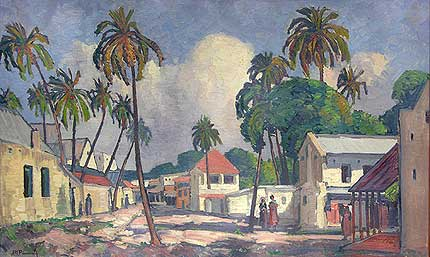
Dar es Salaam par Pierneef (1926)

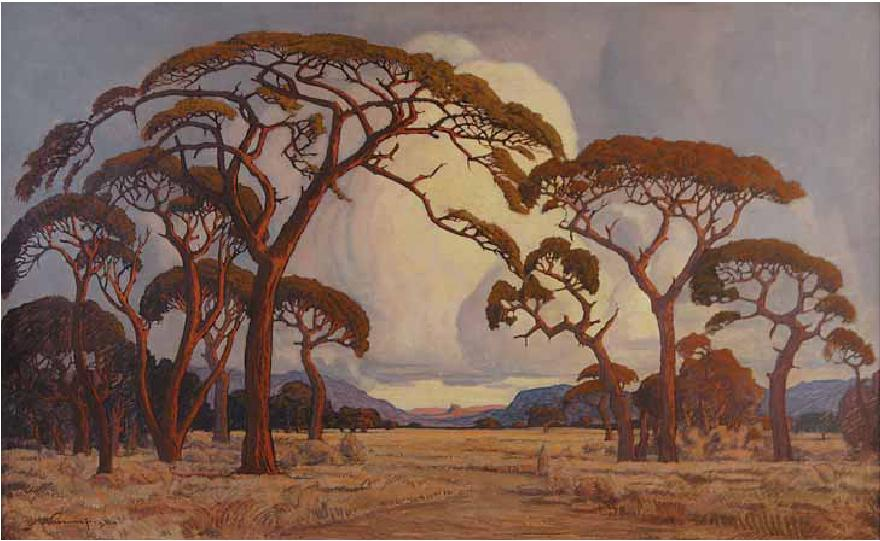
Paysage de la brousse sud-africaine (1928)

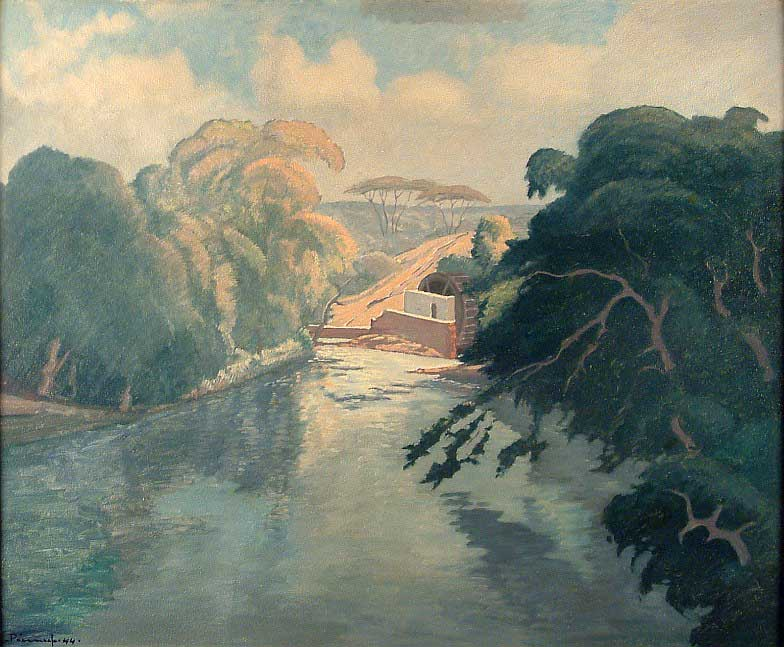
Moulin à eau près de Stellenbosch (1944)

Pierneef est né à Pretoria dans la république sud-africaine du Transvaal. Il était le fils d'émigrés néerlandais. Sa scolarité fut interrompue par la seconde guerre des Boers. La famille Pierneef décida alors de se réfugier aux Pays-Bas en 1901. Hendrik Pierneef y poursuivit sa scolarité puis des études artistiques. 
À l'âge de 18 ans, Hendrik Pierneef revint en Afrique du Sud, dans sa ville natale de Pretoria où il fut aidé dans son entreprise artistique par son parrain, Anton van Wouw et les peintres Hugo Naude et Frans Oerder. 
En 1910, il épouse Agatha Delen, de douze ans plus âgé que lui. 
En 1913, il réalise sa première exposition publique personnelle de peinture qui est un véritable succès critique. Il récidive deux ans plus tard dans la même veine.  
En 1918, Pierneef commence une carrière de professeur d'art au collège de Heidelberg tout en enseignant la peinture au collège académique de Pretoria. 
À partir de 1923, Pierneef se consacre uniquement à la peinture. Il visite le Sud-Ouest africain en 1923 et 1924 dont il fera de splendides reproductions dans ses peintures.
Divorcé, il épouse en secondes noces une néerlandaise, May Schoep, en 1924 et visite l'Europe, où sa peinture fait l'objet d'une exposition aux Pays-Bas. 
En 1929, il accepte une commande publique consistant à décorer l'intérieur de la grande gare de Johannesburg. 
En 1933, il décore les panneaux muraux de la maison d'Afrique du Sud et de l'ambassade sud-africaine à Londres. 
Pierneef est mort en 1957 à Pretoria.
L'œuvre de Pierneef est exposé dans plusieurs musées nationaux d'Afrique du Sud comme Africana Museum, la Durban Art Gallery, la Johannesburg Art Gallery, le King George VI Art Gallery et la Pretoria Art Gallery. 
À Pretoria, le Pierneef Museum lui est dédié.

## Distinctions honorifiques
- 1935 :  Médaille des arts visuels pour ses panneaux muraux de la gare de Johannesburg et pour ceux de la Maison d'Afrique du Sud à Londres
- 1951 : docteur honoris causa de l'Université du Natal.
- 1957 : docteur honoris causa en philosophie de l'Université de Pretoria.
- 1957 : Membre honoraire de la South African Academy for Science and Art (‘’Suid-Afrikaanse Akademie vir Wetenskap en Kuns’’).